# Wat Rong Khun

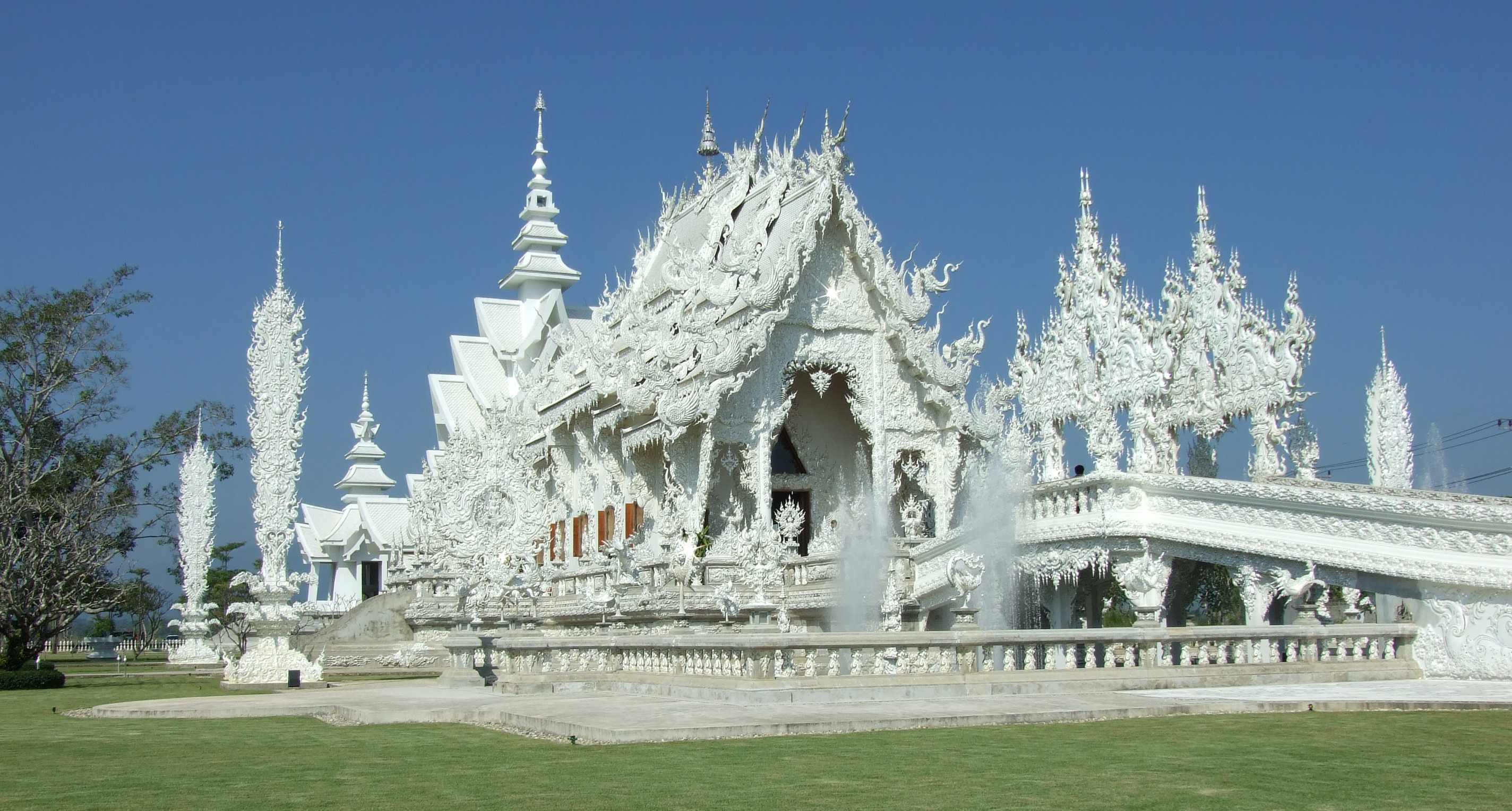
Wat Rong Khun

Wat Rong Khun (thailändisch วัดร่องขุ่น) ist ein privates Kunstwerk im Stile einer buddhistischen Tempelanlage in der Provinz Chiang Rai in Nord-Thailand. Er liegt in der Nähe der Schnellstraße 1 zwischen den kleinen Orten Bua Sali und Pa O Don Chai. Der Bau begann 1997 und ist noch nicht fertiggestellt.

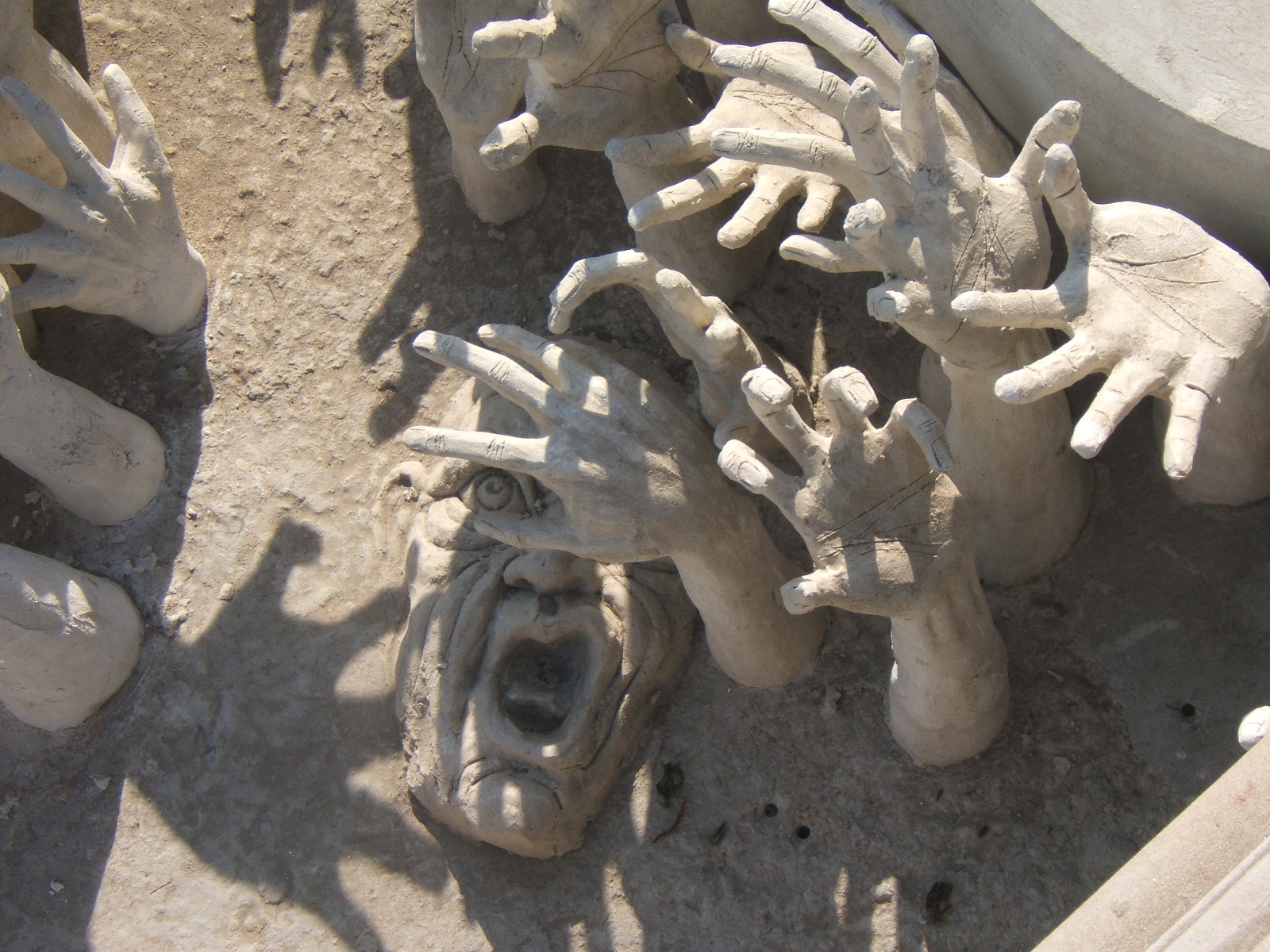
Ausschnitt aus der Höllendarstellung

## Entwurf
Die Konzeption des Tempels geht auf den thailändischen Künstler Chalermchai Kositpipat (* 1955) zurück. Er bricht mit der traditionellen bunten Farbgestaltung buddhistischer Tempel. Durch die weiße Farbe der Mauern und vieler Fenster wirkt der Tempel ungewöhnlich. Weiß ist eine traditionelle Farbe der Trauer in Thailand, hier aber wird sie als Buddhas Reinheit interpretiert und im Glas als Buddhas Weisheit, die hell „über der Erde und dem Universum scheint“. Der Tempel ist im eklektischen Stil gebaut, der Elemente der Thai- und Hindi-Architektur verschiedener Epochen miteinander verbindet. Er vermittelt ein Gefühl von Surrealismus, um das spirituelle Erlebnis der Besucher zu steigern.
Die Brücke – im oberen Bild rechts – symbolisiert den Übergang vom Zyklus der Wiedergeburt zum Raum Buddhas. Der kleine Halbkreis davor steht für die Welt des Menschen. Der große Kreis mit Fangzähnen steht für den Mund des Mara (Buddhismus), die Herausforderungen des Lebens auf der Erde.
Die Malereien im Innen des Ubosots, der Versammlungshalle der Mönche, sind in goldenem Ton gehalten. Die Wände, der Fußboden und die Decke zeigen Anspielungen auf die Versuchungen, die vor dem die Welt überwindenden Zustand stehen. Auch zeitgenössische Figuren der Populärkultur wie Michael Jackson, Spiderman und Hello Kitty sind dargestellt.
Auf dem Dach sind vier Kreaturen zu sehen, die die Elemente Erde (Elefant), Wind (Schwan), Wasser (Naga) und Feuer (Löwe) repräsentieren.

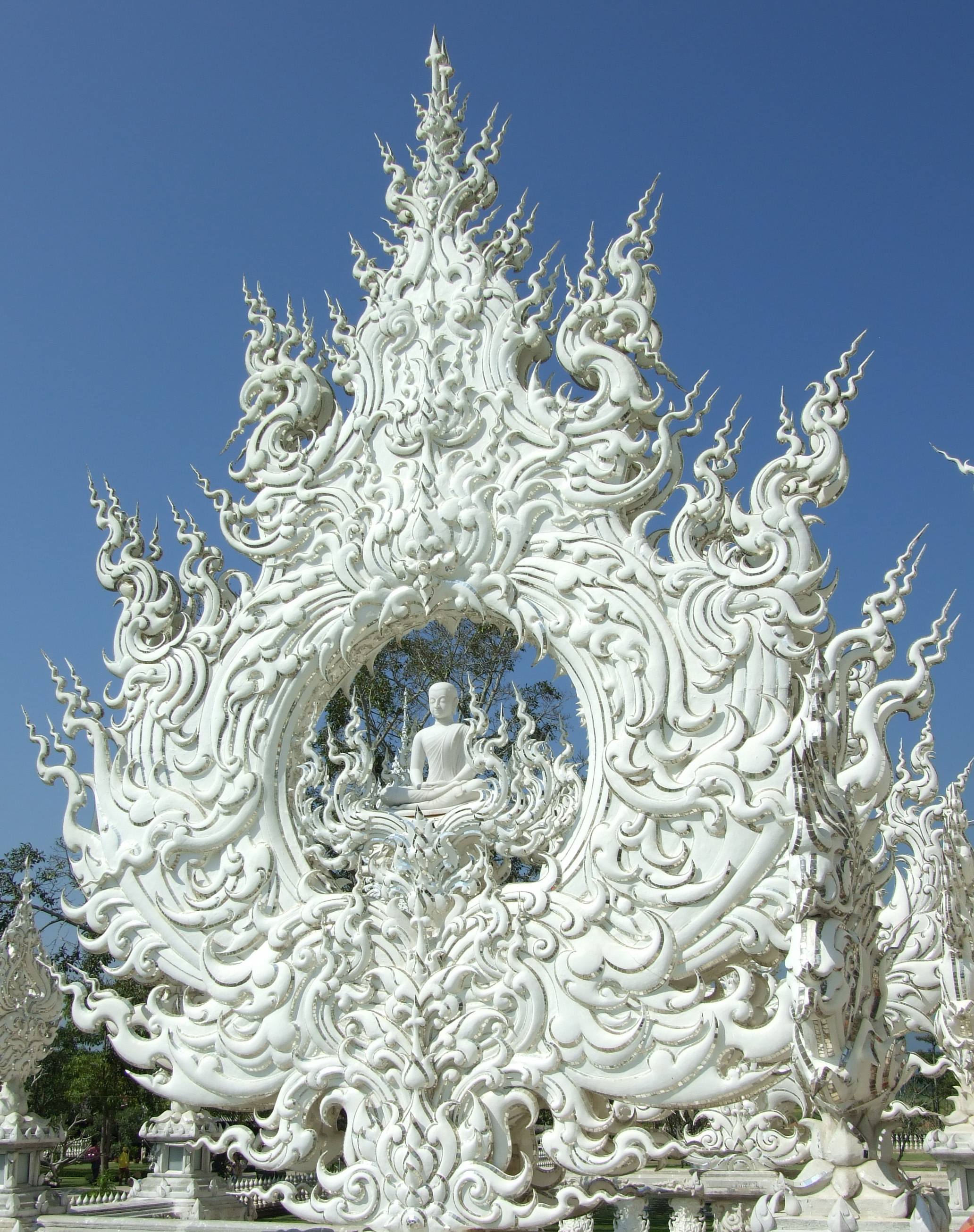
Wat Rong Khun, Detailansicht

## Geschichte
Die vorangegangene Struktur des Wat Rong Khun Tempels lag Ende des 20. Jahrhunderts in Ruinen. Aufgrund fehlender Finanzmittel konnte er nicht wieder aufgebaut werden. Im Jahr 1996 beschloss Chalermchai, den Tempel in abgewandeltem Stil zu rekonstruieren. Ein Team von 120 Freiwilligen, darunter Bauarbeiter, Architekten und Künstler, begannen ein Jahr später mit den Bauarbeiten. Chalermchai widmete sich mit 1,2 Millionen US-Dollar eigener Mittel an der Schaffung des Tempels; er sah es als Opfer an Buddha. Später änderte er seine Pläne, als er sah, dass Wat Rong Khun eine wichtige Rolle spielen könne, um sowohl Einheimische als auch Touristen anzuziehen.
Aktuell sind erst ungefähr 20 Prozent der geplanten Anlage gebaut. Als Datum für die komplette Fertigstellung wird das Jahr 2070 geschätzt. Der Bau wird dabei ausschließlich durch Spenden finanziert. Um unabhängig von Großspendern zu sein, hat Chalermchai eine maximale Spendensumme von 10.000 Baht (etwa 250 Euro) festgelegt.

### Erdbeben
Durch ein Erdbeben der Stärke 6,3 am 5. Mai 2014 mit dem Epizentrum in der Provinz Chiang Rai wurden die Gebäude des Tempels, besonders Wandmalereien im Innern, stark beschädigt. Künstler Chalermchai Kositpipat befürchtete zunächst, dass der Tempel auf Dauer geschlossen würde. Nachdem ihn jedoch viele Menschen darin bestärkten, entschloss sich Chalermchai, den Tempel wieder zu restaurieren.